# 海因里希斯鲁
海因里希斯鲁（德語：Heinrichsruh，發音：[ˈhaɪnʁɪçsˌʁuː]）是德国梅克伦堡-前波美拉尼亚州前波美拉尼亚-格赖夫斯瓦尔德县曾经的一个市镇，面积16.96平方千米，2012年12月31日人口为259人。2014年5月25日，海因里希斯鲁与市镇托尔格洛-霍伦德赖并入市镇托尔格洛。